# Notazione di Voigt
In algebra multilineare la notazione di Voigt, nota anche come notazione di Mandel-Voigt, notazione di Nye o notazione di Kelvin, è un modo di rappresentare i tensori simmetrici riducendone l'ordine. L'idea di base sta nel rappresentare il tensore unicamente con le sue componenti indipendenti.
Ad esempio, la matrice simmetrica {\displaystyle {\underline {\underline {X}}}}può essere rappresentata da un vettore {\displaystyle {\underline {x}}} nel seguente modo:
{\displaystyle {\underline {\underline {X}}}={\begin{bmatrix}x_{11}&x_{12}\\x_{21}&x_{22}\end{bmatrix}}\implies {\underline {x}}=\{x_{11},\ x_{22},\ x_{12}\}}

## Regola mnemonica
Una semplice regola mnemonica per la scrittura di un tensore simmetrico secondo la notazione di Voigt, può essere la seguente:
Presa ad esempio una matrice 3×3, che è un tensore di ordine 2, si prenda la matrice triangolare superiore associata, le componenti del vettore corrispondente saranno nell'ordine:
1. I termini lungo la diagonale
2. I termini incontrati risalendo la terza colonna
3. I termini sulla prima riga, partendo dal fondo, sino a ricongiungersi con la diagonale

{\displaystyle \implies {\underline {\sigma }}=\{\sigma _{xx},\ \sigma _{yy},\ \sigma _{zz},\ \sigma _{yz},\ \sigma _{xz},\ \sigma _{xy}\}}
In alternativa si può prendere la matrice triangolare inferiore e chiudere il triangolo in senso opposto.
{\displaystyle {\begin{bmatrix}\sigma _{xx}&&\\\sigma _{yx}&\sigma _{yy}&\\\sigma _{zx}&\sigma _{zy}&\sigma _{zz}\end{bmatrix}}\implies {\underline {\sigma }}=\{\sigma _{xx},\ \sigma _{yy},\ \sigma _{zz},\ \sigma _{zy},\ \sigma _{zx},\ \sigma _{yx}\}}

## Applicazioni
Le applicazioni di questa notazione sono molteplici. Casi notevoli sono  il metodo degli elementi finiti e la legge di Hooke generalizzata.
Prendendo ad esempio quest'ultima si ha:
{\displaystyle \sigma _{ij}=C_{ijkl}\varepsilon _{kl}}
dove {\displaystyle \sigma } è il tensore degli sforzi, {\displaystyle \varepsilon } il tensore delle deformazioni, tensori di ordine 2 rappresentabili come matrici, e {\displaystyle C} è una matrice 6×6 detta matrice di rigidezza costitutiva:
{\displaystyle {\underline {\underline {\sigma }}}={\begin{bmatrix}\sigma _{xx}&\tau _{yx}&\tau _{zx}\\\tau _{xy}&\sigma _{yy}&\tau _{zy}\\\tau _{xz}&\tau _{yz}&\sigma _{zz}\end{bmatrix}}\qquad {\underline {\underline {\varepsilon }}}={\begin{bmatrix}\varepsilon _{xx}&\gamma _{yx}/2&\gamma _{zx}/2\\\gamma _{xy}/2&\varepsilon _{yy}&\gamma _{zy}/2\\\gamma _{xz}/2&\gamma _{yz}/2&\varepsilon _{zz}\end{bmatrix}}}
Riscrivendo la legge di Hooke riscritta con la notazione di Voigt si ha:
{\displaystyle \sigma _{i}=C_{ij}\varepsilon _{j}}
dove {\displaystyle \sigma } è il vettore delle tensioni, {\displaystyle \varepsilon } il vettore delle deformazioni e {\displaystyle C} la matrice di rigidezza costitutiva:
{\displaystyle {\underline {\sigma }}={\begin{Bmatrix}\sigma _{xx}\\\sigma _{yy}\\\sigma _{zz}\\\tau _{xy}\\\tau _{zx}\\\tau _{yz}\end{Bmatrix}}\qquad {\underline {\varepsilon }}={\begin{Bmatrix}\varepsilon _{xx}\\\varepsilon _{yy}\\\varepsilon _{zz}\\\gamma _{xy}\\\gamma _{zx}\\\gamma _{yz}\end{Bmatrix}}}